# Спілка білоруських письменників
Спілка білору́ських письме́нників (СБП) (біл. Саюз беларускіх пісьменьнікаў, Sajuz biełaruskich piśmieńnikaŭ) — творча громадська організація Білорусі, створена 8 червня 1934 року на установчому з'їзді. На сьогодні нараховує понад 540 дійсних членів. Входить до Міжнародного товариства письменницьких спілок. Дійсним головою спілки з 2011 року є прозаїк, головний редактор часопису «Дієслово» (біл. «Дзеяслоў») Борис Петрович (Саченко). 
1 жовтня 2021 року Верховний суд Республіки Білорусь ухвалив рішення про ліквідацію СБП.

## Історія

«Портрет Линькова», Голови Спілки білоруських письменників (1938—1948), автор картини Горєлов Гаврило Микитович

Першим головою, з початку формування спілки в 1932 році, був Михайло Климкович. Раніше також називався: «Спілка письменників БРСР» (до 1991 року), «Спілка письменників Білорусі» (до 1996 року).
У листопаді 2005 року ряд членів вийшов з СБП і утворили нову організацію — Союз письменників Білорусі. Причиною для виходу вони назвали політизацію СБП та її боротьбу з владою, яка, на їхню думку, супроводжувалася оскаженілою спекуляцією на культурі, проблеми білоруської мови і т. д.

## Конфлікти з владою
У 1997 році розпорядженням президента Білорусі у СБП був відібраний Будинок літератора (власність організації), а в 2006 році об'єднання було виселено із займаного приміщення в згаданому будинку і позбавлене юридичної адреси. У 2002 році у СБП були відібрані літературно-громадські періодичні видання, засновником яких він був, на їх базі була створена державна Республіканська видавнича установа «Література і мистецтво», а нелояльні редактори та співробітники були звільнені.
СБП був втягнутий в процес у Верховному суді Республіки Білорусь, за позовом Міністерства юстиції Республіки Білорусь, спрямований на ліквідацію об'єднання. Спілка білоруських письменників встояла, судову справу було виграно, що дає право організації діяти легально.
Однак з початку 2010 р. на членів Спілки було організовано масовий тиск з метою виходу їх з об'єднання. Оскільки більшість з них працюють в державних організаціях, керівництво в ультимативному порядку пропонувало їм звільнення або вихід з громадської організації.
1 жовтня 2021 року Верховний суд Республіки Білорусь задовольнив позов Міністерства юстиції про закриття Спілки білоруських письменників через неподання затребуваних документів про її діяльність з 2018 року. Водночас лист із вимогою надійшов до СБП 13 липня, а 14 липня Слідчий комітет Білорусі опечатав садибу, що унеможливило вилучення звідти документів для передачі.

## Голови

«Максим Танк», Голова Спілки білоруських письменників (1967—1990), автор картини Горєлов Гаврило Микитович

- 1932—1937 — Михась Климкович
- 1938—1948 — Михась Линьков
- 1948—1967 — Бровка Пятрусь
- 1967—1990 — Максим Танк
- 1990—1998 — Василь Зуєнок
- 1998—2001 — Володимир Некляев (фактично — до виїзду з Білорусі в 1999 році)
- 2001—2002 — Ольга Іпатова (фактично — з моменту виїзду з Білорусі Володимира Некляева в 1999 році)
- 2002—2011 — Олесь Пашкевич (2 терміни)
- 2011 — н.в. — Борис Петрович (Саченко)[8]